# Thil (Marne)
Thil is een gemeente in het Franse departement Marne (regio Grand Est) en telt 242 inwoners (1999). De plaats maakt deel uit van het arrondissement Reims.

## Geografie
De oppervlakte van Thil bedraagt 2,1 km², de bevolkingsdichtheid is 115,2 inwoners per km².
De onderstaande kaart toont de ligging van Thil (Marne) met de belangrijkste infrastructuur en aangrenzende gemeenten.

## Demografie
Onderstaande figuur toont het verloop van het inwonertal (bron: INSEE-tellingen).